# Verkiezingen voor het Europees Parlement 2014/Kandidatenlijst/MR
Dit is de kandidatenlijst van de Belgische Mouvement Réformateur voor de Europese verkiezingen van 2014. De verkozenen staan vetgedrukt.

## Effectieven
1. Louis Michel
2. Frédérique Ries
3. Gérard Deprez
4. Latifa Aït‐Baala
5. Maxime Daye
6. Belma Tek
7. Marie‐Christine Pironnet
8. Benoît Cassart

## Opvolgers
1. René Ladouce
2. Carine Gol‐Lescot
3. Bertrand Lespagnard
4. Françoise Parent
5. Julie Rizkallah‐Szmaj
6. Pierre Hazette